# Heilman Glacier
Heilman Glacier är en glaciär i Antarktis. Den ligger i Östantarktis. Nya Zeeland gör anspråk på området. Heilman Glacier ligger 925 meter över havet.
Terrängen runt Heilman Glacier är bergig åt nordost, men åt sydväst är den kuperad.  Trakten är obefolkad. Det finns inga samhällen i närheten. 